# Añobre
Añobre (oficialmente San Pedro de Añobre) es una parroquia española del municipio de Villa de Cruces, perteneciente a la provincia de Pontevedra, en la comunidad autónoma de Galicia.

## Historia
Hacia mediados del siglo XIX, el lugar, ya por entonces perteneciente a Carbia, tenía contabilizada una población de 132 habitantes. Aparece descrito en el segundo volumen del Diccionario geográfico-estadístico-histórico de España y sus posesiones de Ultramar de Pascual Madoz con las siguientes palabras:

AÑOBRE (san pedro de): felig. en la prov. de Pontevedra (10 leg.), dióc. de Santiago (3), part. jud. de Lalin (4), y ayunt. de Carbia (1): sit. entre los r. Ulla y Dela: clima húmedo, pero sano; su pobl. dispersa en cas. tiene una igl. parr. (San Pedro) aneja de San Salvador de Camanzo: su term. confina por S. y O. con la matriz, por N. con Santo Tomé da Obra, y por el E. con San Miguel de Brandariz: el terreno bastante fértil participa de llano, que así como el monte no carece de arbolado, y se encuentran fuentes de muy buena calidad: los caminos son vecinales y malos, el correo se recibe por Chapa: prod. centeno, maiz, trigo, patatas, nabos, algunas legumbres, hortalizas y frutas; cria ganado vacuno, de cerda, lanar y cabrio; hay caza y pesca de distintas clases: pobl. 28 vec.: 132 alm.: contr. con su ayuntamiento. (V.)
(Madoz, 1845, p. 355)

En 2022, tenía empadronados 76 habitantes.